# Rose Kennedy
Rose Elizabeth Fitzgerald Kennedy (Boston, Massachusetts, 22 de julho de 1890 - Hyannis Port, Massachusetts, 22 de janeiro de 1995), condessa pela Santa Sé, foi a matriarca dos Kennedys, família de tradição política nos Estados Unidos.

## Biografia
Filha de John Francis Fitzgerald (1863-1950) e de Mary Josephine Hannon (1865-1964), Rose iniciou a sua vida pública quando seu pai ingressou na política e se tornou prefeito de Boston (1906). Aos dezesseis anos já acompanhava o pai, em lugar de sua mãe que tinha aversão por solenidades públicas. Em 1914, casou-se com Joseph Patrick Kennedy, que se tornou um banqueiro e, em 1938, assumiu a Embaixada dos Estados Unidos em Londres, introduzindo o clã na política. O casal teve nove filhos: Rosemary, a mais velha, cuja doença (dislexia) inspirou Rose a se tornar benfeitora de portadores de doenças mentais; Joseph Jr., piloto da Marinha morto em combate na Segunda Guerra Mundial; Kathleen, morta em um acidente aéreo; John Kennedy, presidente dos Estados Unidos, foi assassinado em 1963; Robert Kennedy, senador por Nova York, também assassinado durante sua campanha presidencial em 1968; Edward Kennedy, filho mais novo e senador por Massachusetts, que admitiu ter abandonado o local do acidente em que morreu afogada a sua secretária Mary Jo Kopechne; e Eunice, Patricia e Jean que permaneceram longe da vida pública.
Em 1969, Rose fica viúva. Católica fervorosa, até mais de noventa anos de idade, desempenhou os papéis de ativista política e militante de causas beneficentes. Em 1974, lançou a autobiografia: "Times to Remember" (A saga dos Kennedys). Dez anos depois, sofreu um derrame que manteve-a presa a uma cadeira de rodas, quando deixou de ser vista em público.
Rose Kennedy morreu aos 104 anos de idade. Foi sepultada ao lado do marido em Holyhood Cemetery, Brookline, Massachusetts nos Estados Unidos.